# يوسف الحنيفيش
يوسف الحنيفيش (مواليد 28 أكتوبر 2005) ، لاعب كرة قدم سعودي يلعب كمدافع في النادي العربي.